# Agarista revoluta
Agarista revoluta är en ljungväxtart som först beskrevs av Sprengel, och fick sitt nu gällande namn av J. D. Hooker och Niedenzu. Agarista revoluta ingår i släktet Agarista och familjen ljungväxter. Utöver nominatformen finns också underarten A. r. velutina.